# Uładzimir Piczeta
Uładzimier Iwanawicz Piczeta (biał. Уладзімер Іванавіч Пічэта; ur. 21 października 1878 w Połtawie, zm. 23 czerwca 1947 w Moskwie) – białoruski historyk i archeolog, pierwszy rektor Białoruskiego Uniwersytetu Państwowego (1921–1930). 

## Życiorys
W 1901 ukończył studia na Uniwersytecie Moskiewskim, później kierował Białoruskim Towarzystwem Naukowo-Kulturalnym w stolicy Rosji oraz wykładał historię Białorusi na tamtejszym Białoruskim Uniwersytecie Ludowym. Był pracownikiem naukowym Uniwersytetu Moskiewskiego. 
W 1918 obronił pracę doktorską na temat "Reforma agrarna Zygmunta Augusta w państwie litewsko-ruskim" na Uniwersytecie Moskiewskim. Po utworzeniu Białoruskiej SRR stanął na czele komisji, która zajęła się organizacją Białoruskiego Uniwersytetu Państwowego. Został pierwszym rektorem uczelni. Opracował statut Instytutu Kultury Białoruskiej. W 1928 wszedł w skład Akademii Nauk Białoruskiej SRR. W 1930 aresztowano go w wyniku tzw. sprawy Płatonowa i zesłano do Wiatki, a później Woroneża, gdzie wykładał w Instytucie Pedagogicznym. 
W 1937 został zatrudniony w Instytucie Historii Akademii Nauk ZSRR, gdzie stał na czele Katedry, a później Instytutu Słowianoznawstwa.
Jest autorem ponad 150 publikacji z dziedziny historii, historiografii i archeologii.